# Тіна Канделакі
Тінатін (Тіна) Гівіївна Канделакі (10 листопада 1975 , Тбілісі ) — російська журналістка грузинського походження, телеведуча та продюсерка. Співвласниця компанії «Апостол Медіа».
Послідовна прибічниця путінізму, активно підтримує війну Росії проти України. Фігурантка бази «Миротворець». З 28 червня 2022 року під персональними санкціями США за підтримку війни Росії проти України.

## Життєпис
Народилася у Тбілісі, Грузія, 10 листопада 1975 року.
Батько — Ґіві Канделакі (1942—2009), син грузина й гречанки, економіст, колишній директор Тбіліської овочевої бази. Мати — Ельвіра Канделакі (до шлюбу Алахвердова), лікарка-нарколог вірмено-турецького походження. Після виходу батька на пенсію родина переїхала до Москви.
Навчалася у Тбіліському медичному інституті, де вивчала пластичну косметологію. Залишила навчання і поступила на факультет журналістики Тбіліського університету. У 2008 році закінчила Російський державний гуманітарний університет.
Працювала на радіостанції «Радіо 105» і Телебаченні Грузії, потім виїхала до Москви, де працювала на різних радіостанціях і телеканалах: «М-радио», «РДВ», «Серебряный дождь», «2×2», «БИЗ-ТВ», «МУЗ-ТВ», телепередача «Времечко» на «ТВЦ», «ТВ-6».
З вересня 2002 веде програму «Деталі» на телеканалі «СТС», де бере інтерв'ю у відомих діячів шоу-бізнесу Росії.
З травня 2003 — ведуча телевізійної гри «Найрозумніший». З 2006 року працює ведучою на радіо «Эхо Москвы».
2008 — ведуча телевізійної програми «Нереальна політика».
2009 — бере участь у проєкті «Дві зірки» на Першому каналі як одна з ведучих.
2009 — продюсер і ведуча програми «Інфоманія» на телеканалі СТС.
2009 — озвучила морську свинку Хуарес у фільмі «Місія Дарвіна».
2010 — член журі Вищої ліги КВК.
2010 — ведуча програми «Ідеальний чоловік» на телеканалі СТС.
З середини вересня 2020 — ведуча телеканалу «RTVi».

## Родина та особисте життя
- Чоловіки: художник і бізнесмен Андрій Анатолійович Кондрахин (1998—2010); підприємець, медіаменеджер Василь Юрійович Бровко (від 2014).
- Донька — Меланія (нар. 11.01.2000).
- Син — Леонтій (нар. 28.04.2002).

## Премії та досягнення
- Володарка премії у області моди і стилю «Астра»-2006 в номінації «найстильніша телеведуча».
- Премія Glamour 2006 — приз у спеціальній номінації «Форма і зміст».
- Тіна була визнана найсексуальнішою телеведучою в Росії серед 10 лауреатів премії «Top 10 Sexy» в категорії «телебачення».
- Володарка премії ТЕФІ-2006 в номінації «найкращий ведучий ток-шоу».

## Санкції

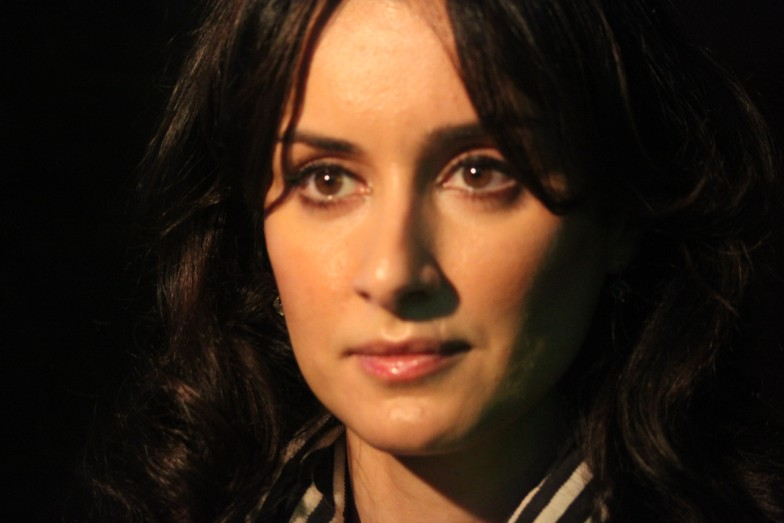
Тіна Канделакі, 2010

За висловлювання щодо порушення територіальної цілісності України, підтримку військової агресії, Канделакі було включено до санкційних списків різних країн. Підтримала війну Росії проти України.
- У березні 2022 року Латвія заборонила Канделакі в'їзд у зв'язку з підтримкою вторгнення Росії в Україну.[4]
- У червні 2022 року разом із чоловіком Василем Бровком[5] і дітьми Меланією[6] та Леонтієм Кондрахіними[7] була внесена до списку санкцій США.[8]
- 19 жовтня 2022 року внесена до санкційних списків України проти осіб «які публічно закликають до агресивної війни, виправдовують і визнають законною збройну агресію РФ проти України, тимчасову окупацію території України»[9]
- У жовтні 2022 року — до санкційних списків Канади за причетність «у поширенні російської дезінформації та пропаганди».[10]
- У січні 2024 року Казахстан заборонив Канделакі в'їзд до країни за звинувачення Казахстану в дискримінації російської мови[11]